# Vetranio

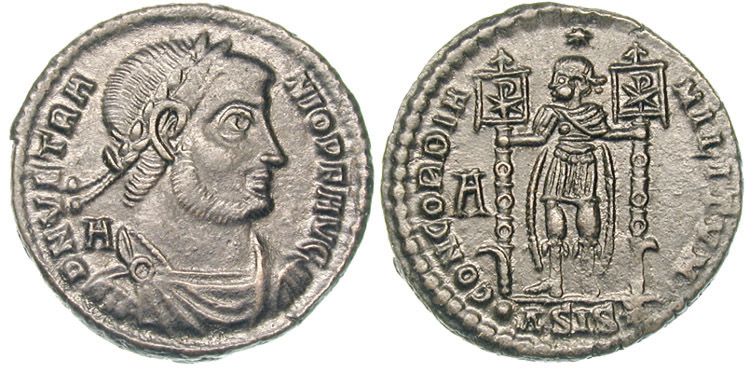
Portretul lui Vetranio reprezentat pe o monedă (350).
Avers: Vetranio, bust drapat, împlătoșat, cap laureat spre dreapta; circular: D N VETRA-NIO P F AVG; revers: circular, CONCORDIA MILITVM, împăratul în picioare, spre stânga, în haine militare, ține în fiecare mână câte un labarum; un A, în câmpul din stânga; o stea deasupra capului împăratului; semnul primei oficine a monetăriei din Siscia, • ASIS *, în exergă.

Vetranio sau Vetriano (n. ? în Moesia - d. cca. 360), a luat titlul de Augustus în perioada 1 martie – 25 decembrie 350 alături de Constantin al II-lea. Vetranio, care era un general loial, a fost proclamat împărat de legiunile danubiene după moartea lui Constant și, mai târziu, a demisionat din poziția sa în favoarea lui Constantius.